# Памятник Яну Непомуцкому на Тумском острове Вроцлава
Памятник Яну Непомуцкому на Тумском острове (пол. Pomnik św. Jana Nepomucena na Ostrowie Tumskim) — барочный памятник Яну Непомуцкому на Тумском острове Вроцлава в Польше.
Памятник был изготовлен в 1730—1732 годы; согласно хроникам, он был открыт в мае 1732 года и стоил 2049 флоринов. Это самая большая статуя святого в мире; она установлена перед соборной церковью Св. Креста и католическим детским домом.
Памятник изготовлен из песчаника и в плане похож на греческий крест. На основании постамента размещены четыре сцены из жизни святого. Первая — исповедь королевы Софии, жены чешского короля Вацлава IV Люксембургского. На второй — сцена паломничества. Следующая сцена показывает момент допроса святого королём Вацлавом, а последняя — сбрасывание святого в реку. Над рельефами расположены надписи о финансировании и богословские комментарии. Выше — атланты-ангелы, которые поддерживают пирамидальной блок, на котором фигура святого стоит на облаках с поднятой рукой с распятием. Над облаками находятся головы херувимов. Над головой святого — звёзды, отсылающие к тем здёздам, что поя которые должны относиться к звездам, которые появились в небе во время мученичества. Весь памятник окружен каменной балюстрадой.
Во Вроцлаве есть ещё четыре статуи святого.

## Легенда
Среди голов херувима есть одна совершенно лысая. По легенде, её вырезал помощник мастера, праздновавший рождение собственного ребёнка.

## Галерея

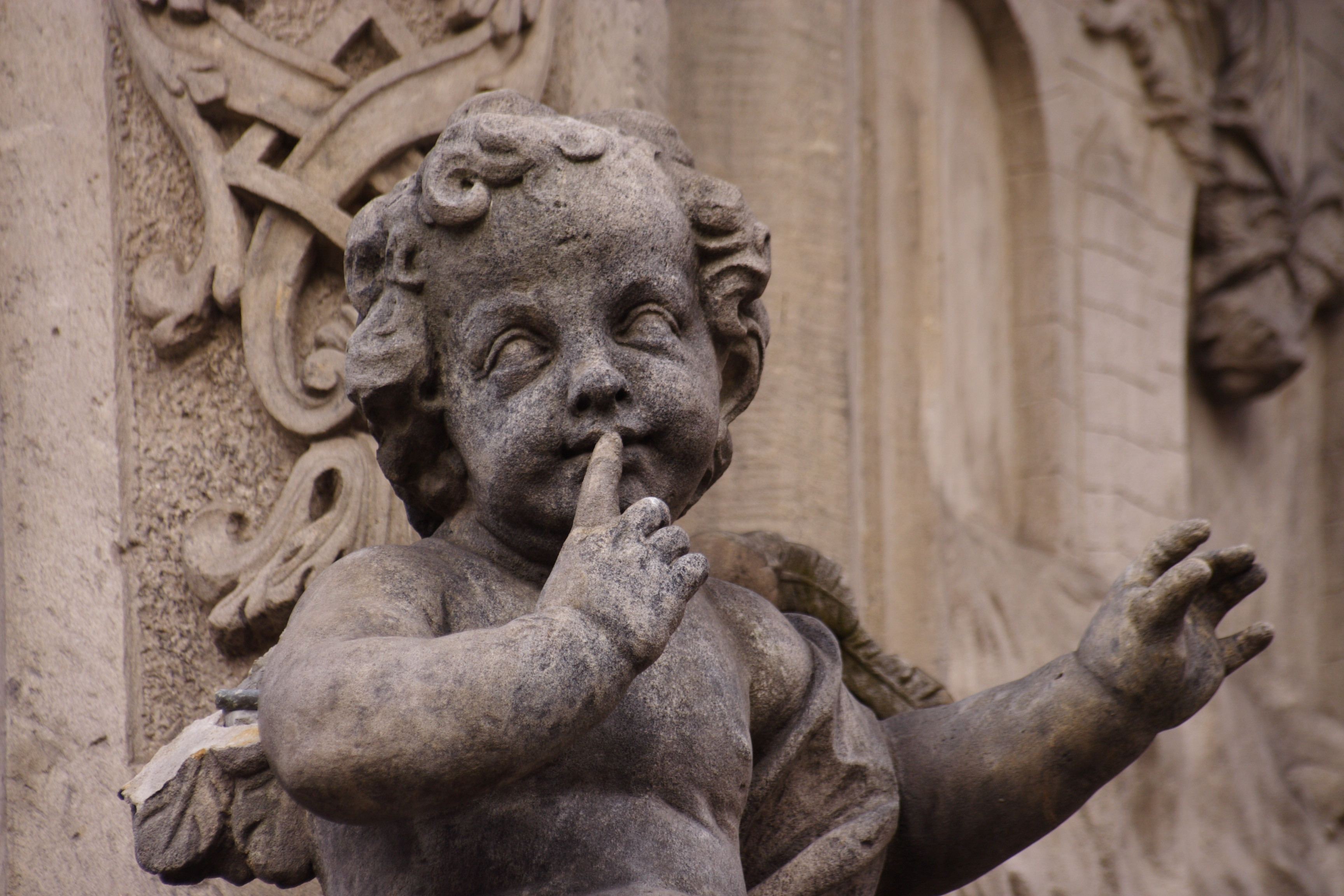
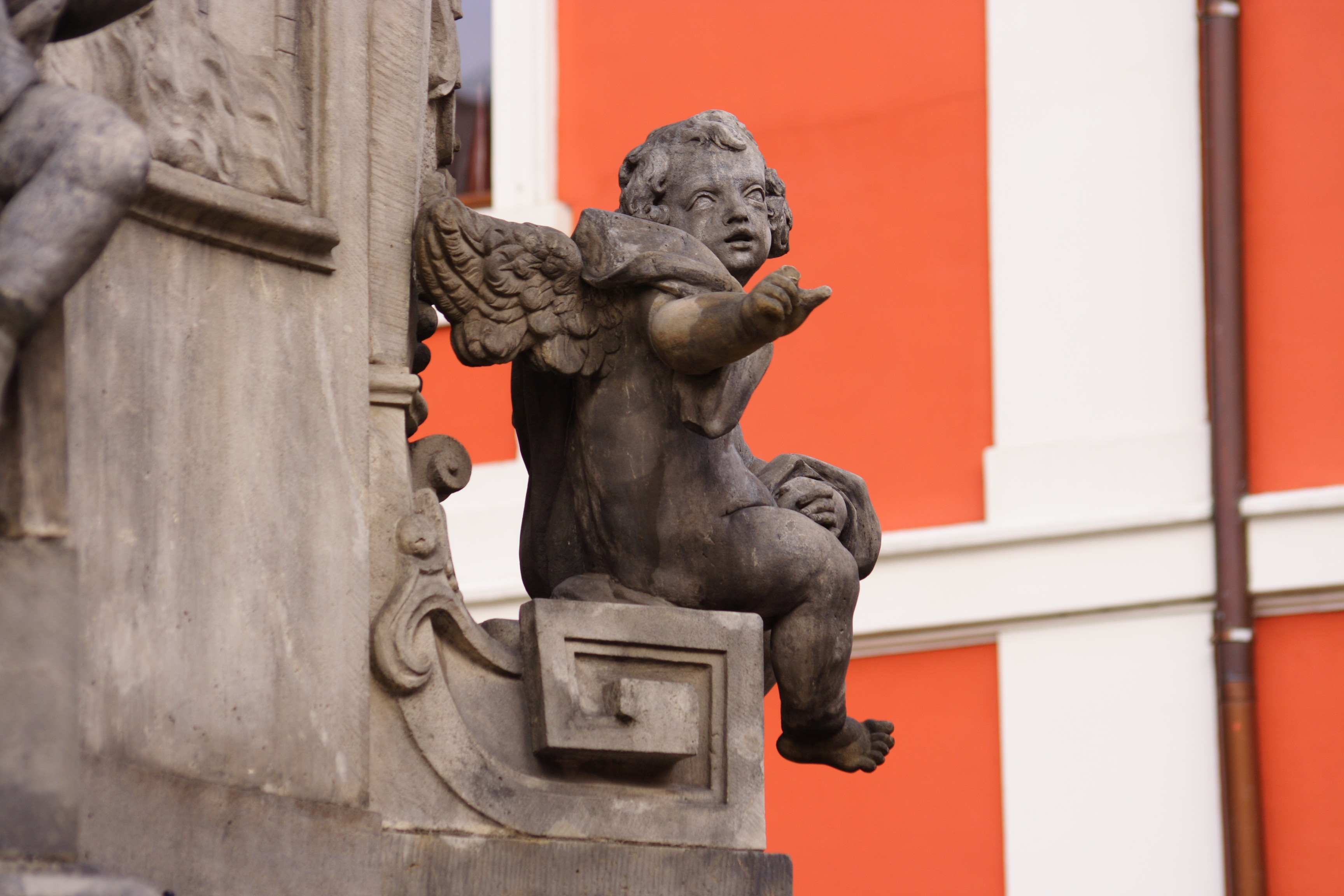
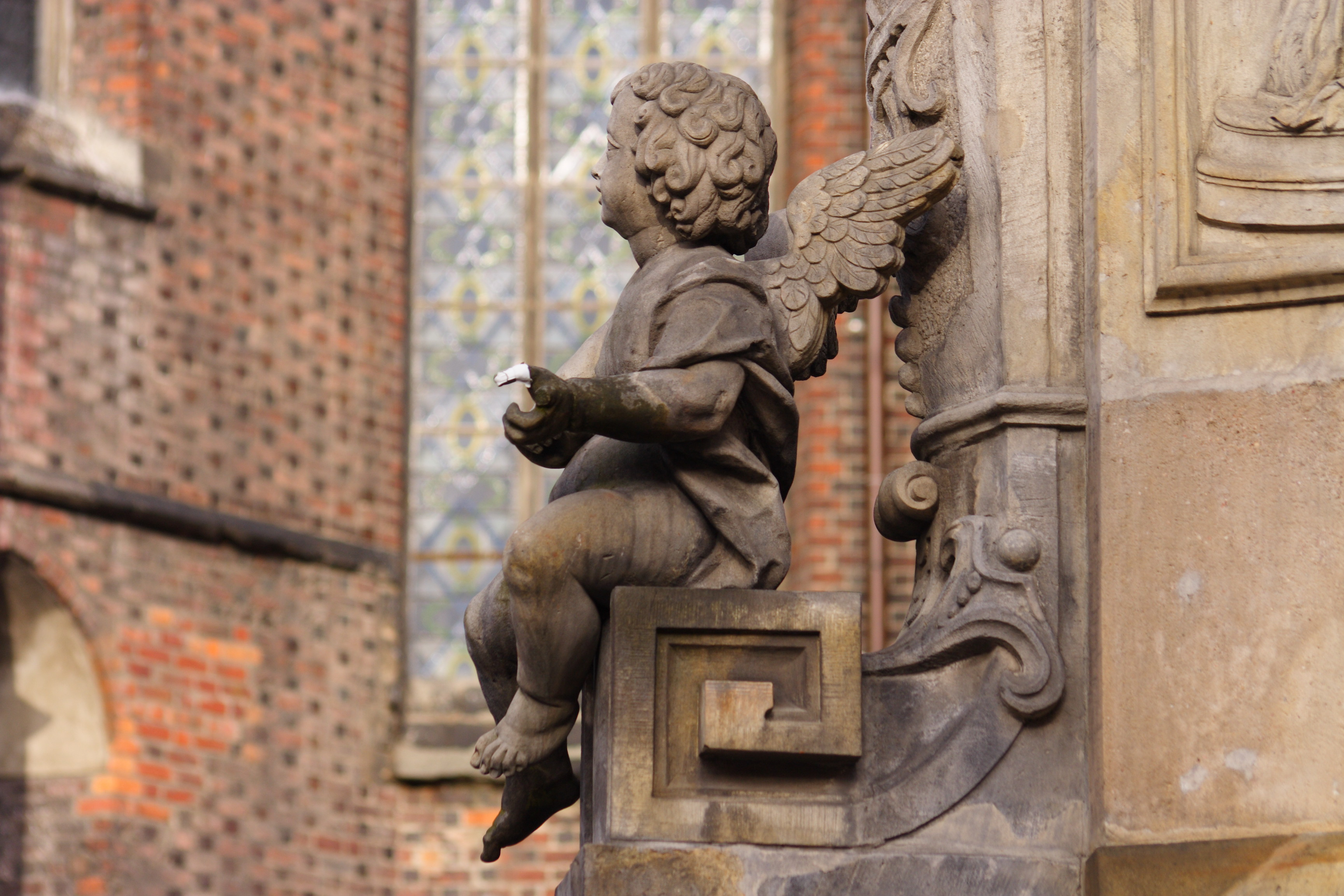
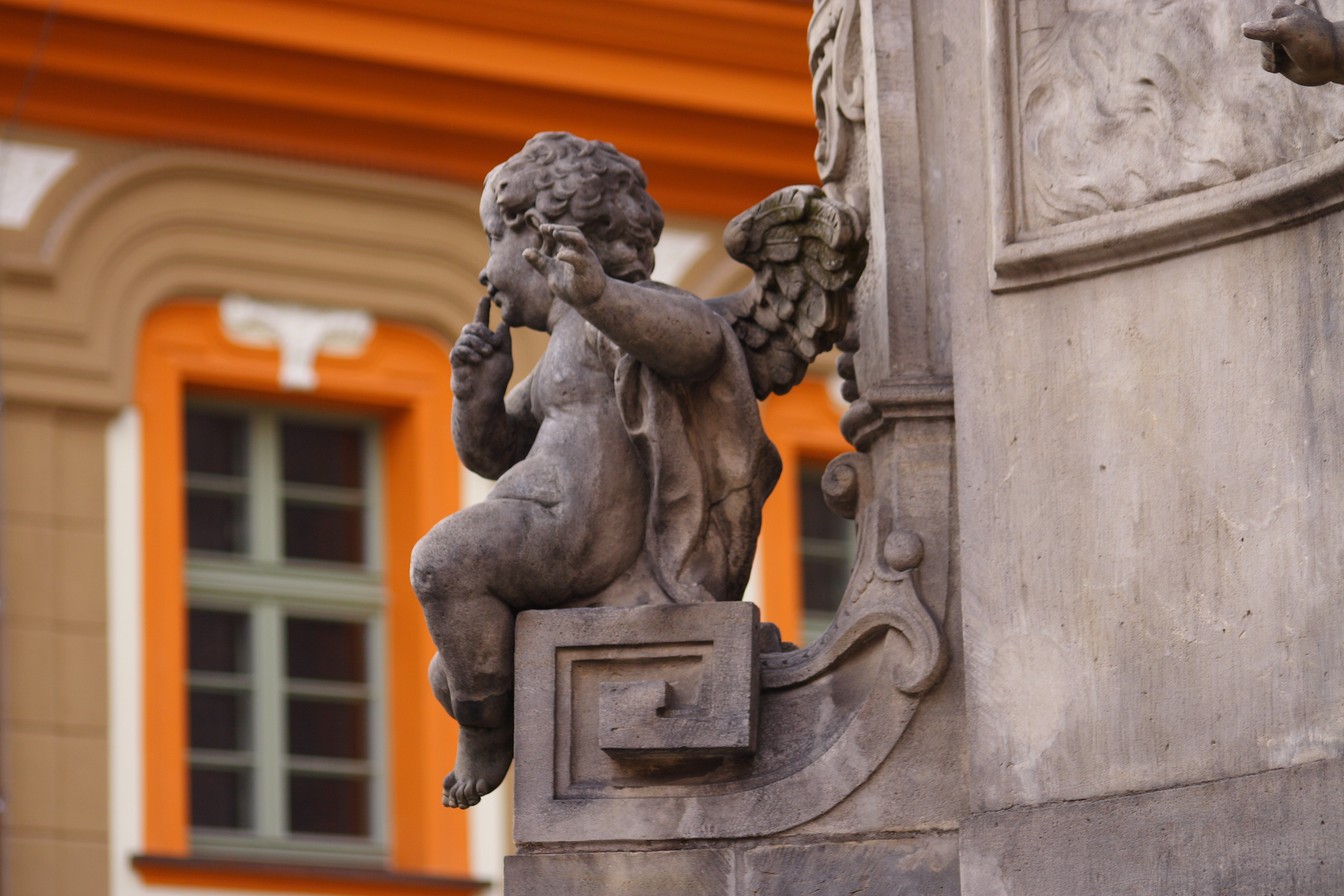
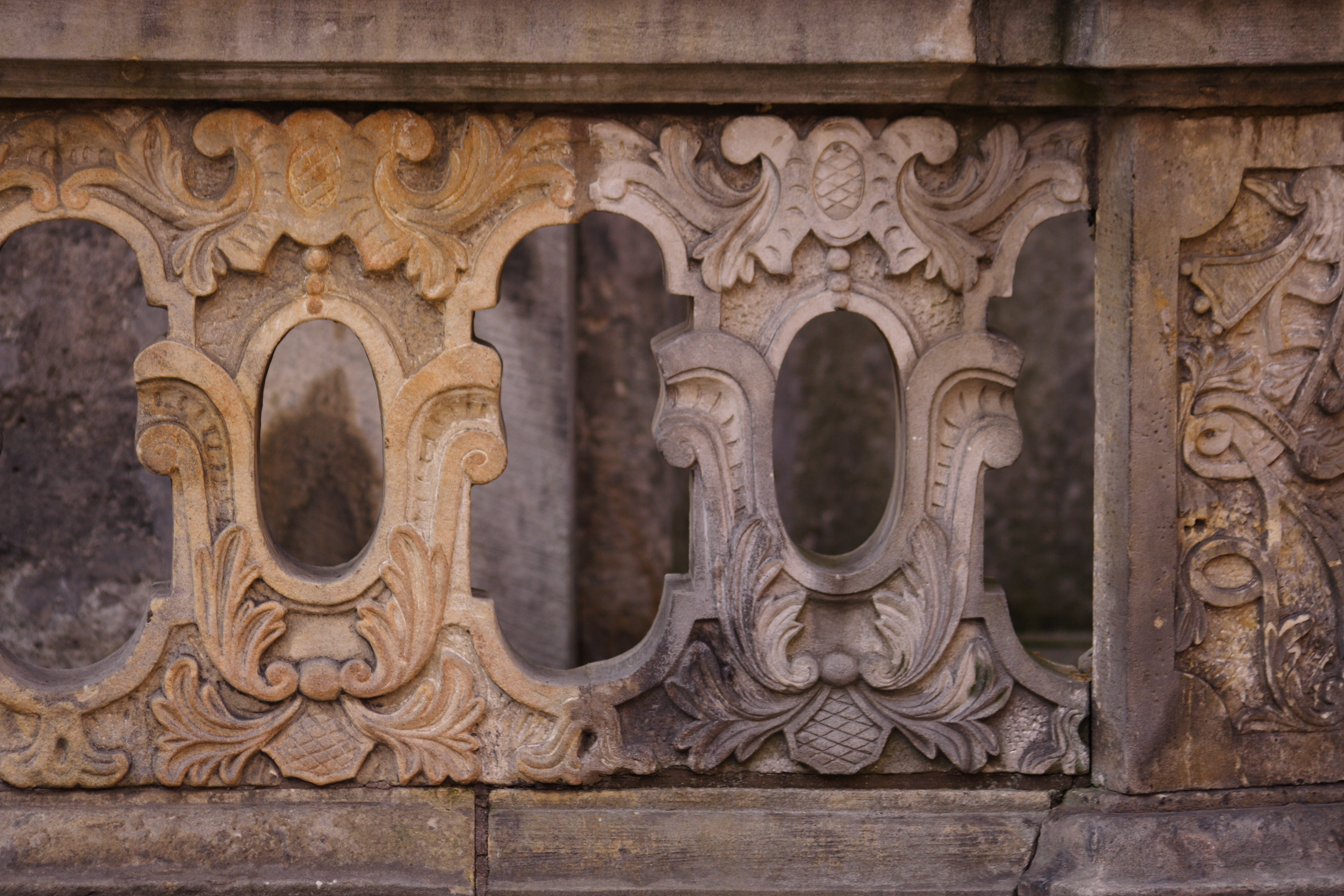
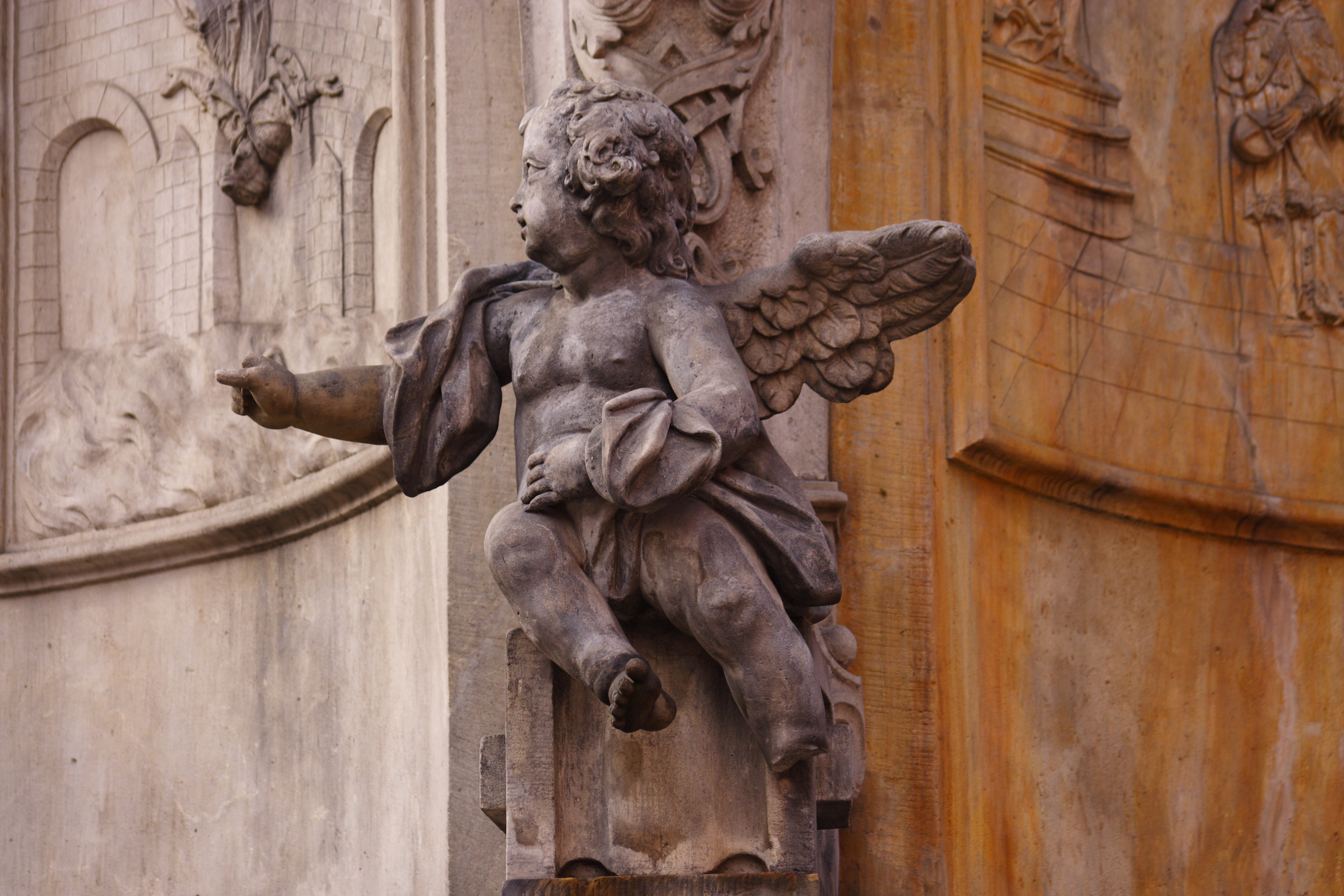
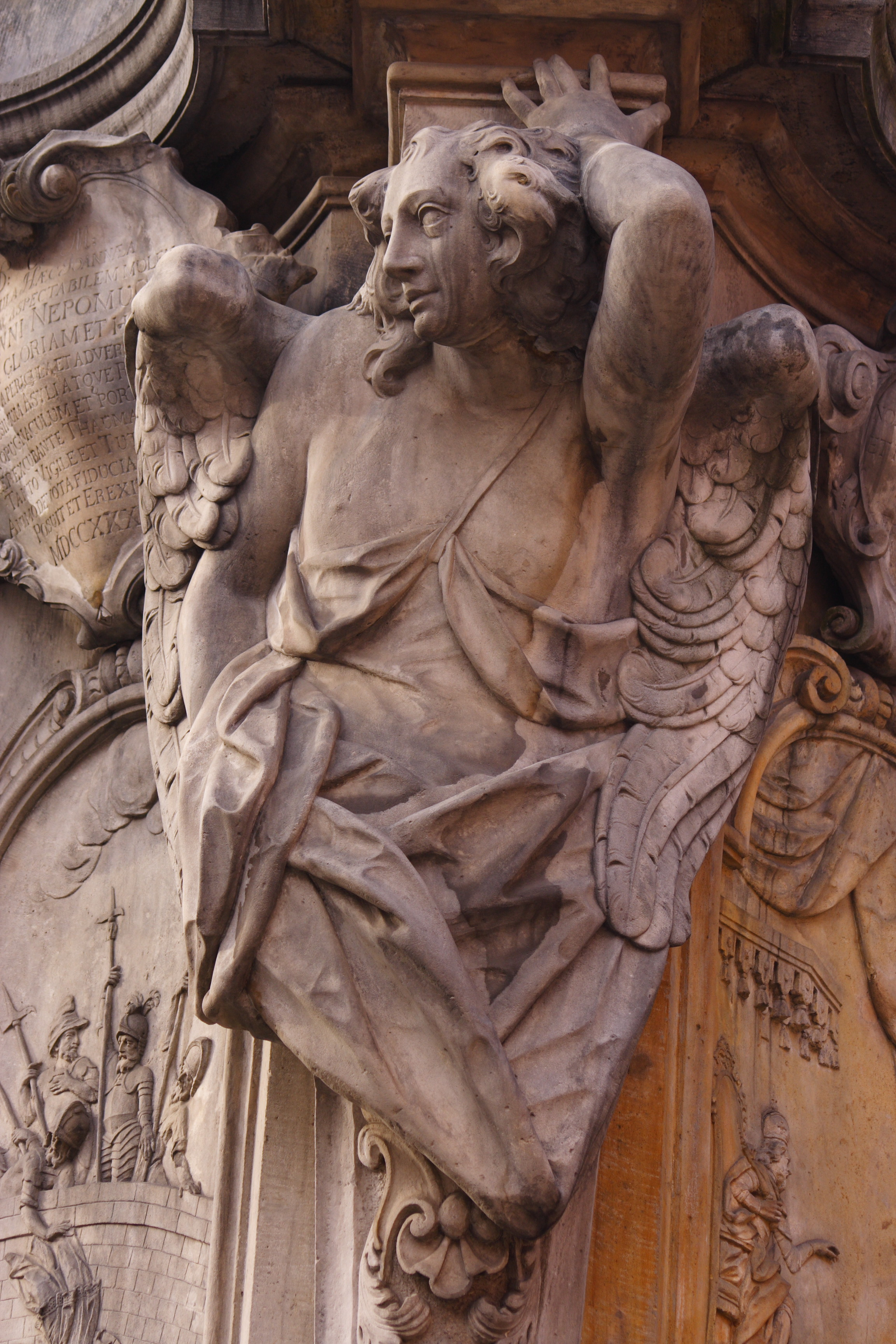
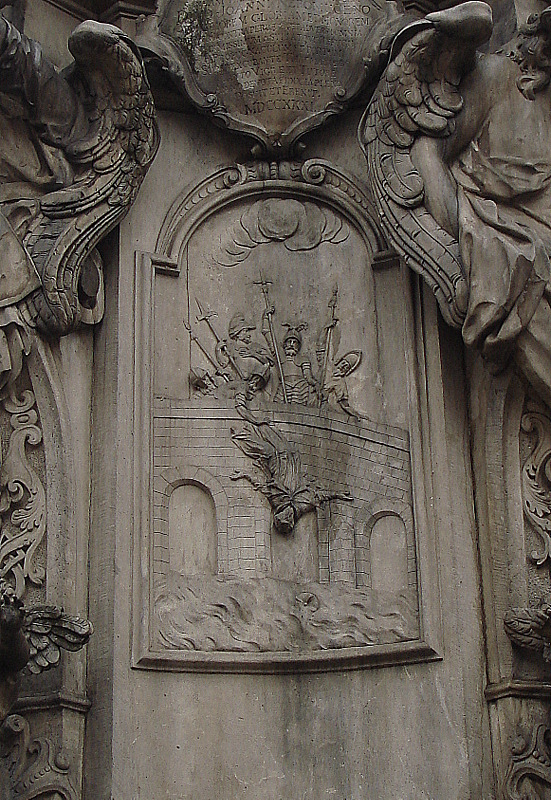
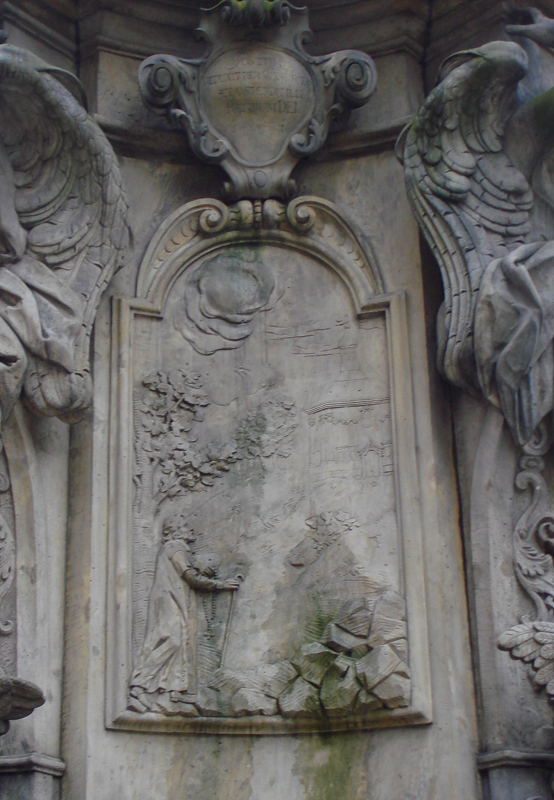
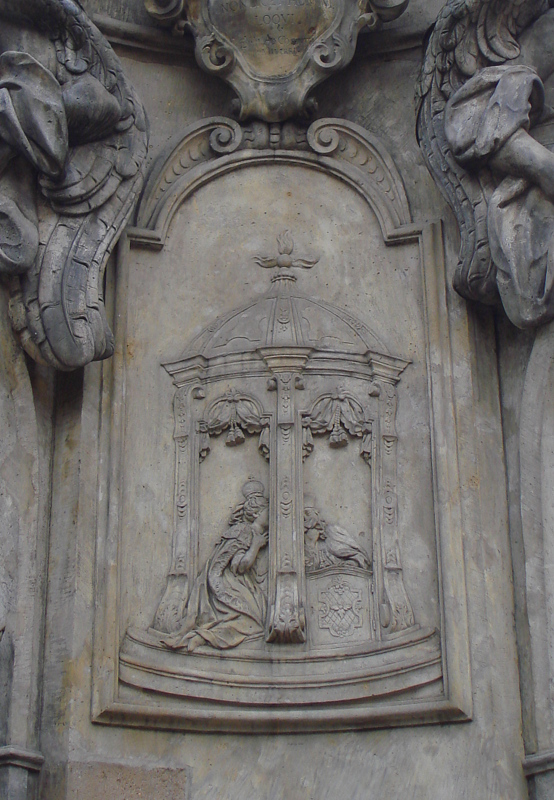
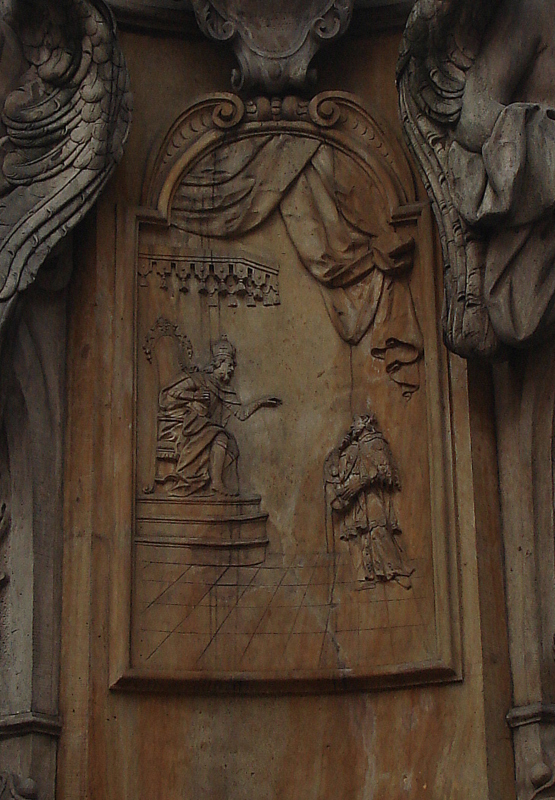